# Swedbank Stadion
Swedbank Stadion – stadion położony w Malmö w Szwecji. Jest drugim co do pojemności (po Råsundzie) stadionem w Szwecji. Rozgrywa na nim swoje mecze Malmö FF, klub piłkarski grający w Allsvenskan. Z powodu ograniczeń co do nazw stadionów, w rozgrywkach UEFA stadion nosi nazwę Malmö New Stadium. Nosi 4 gwiazdki w systemie punktacji stadionów piłkarskich w Europie. Stadion zastąpił Malmö Stadion, dawny stadion Malmö FF. Koszt budowy stadionu wyniósł około 695 milionów koron szwedzkich.

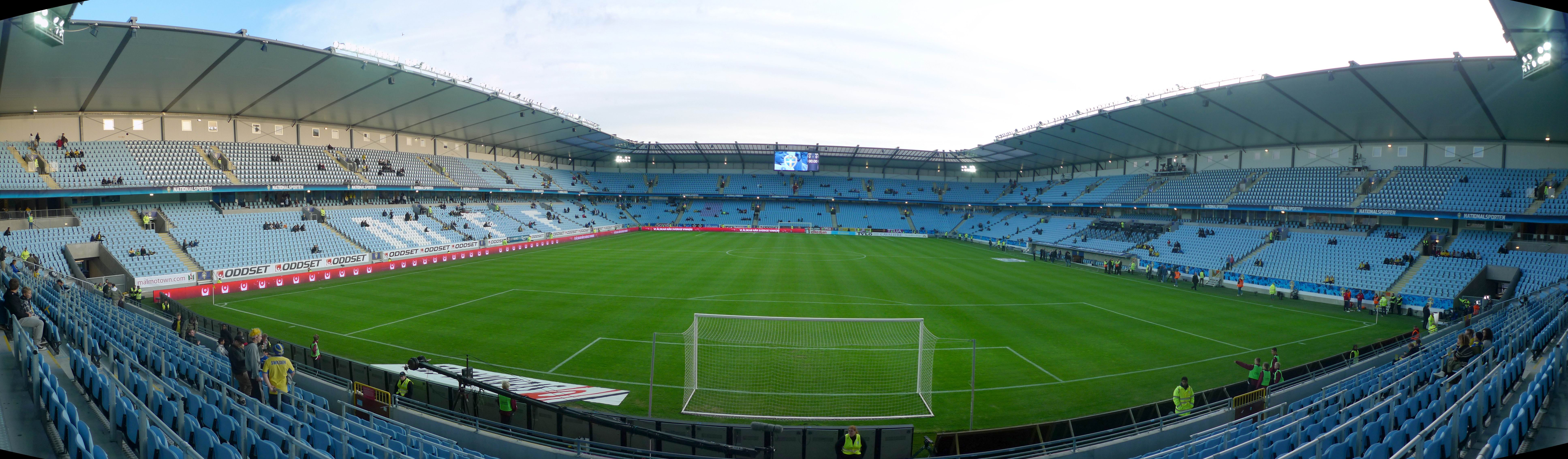
Swedbank Stadion

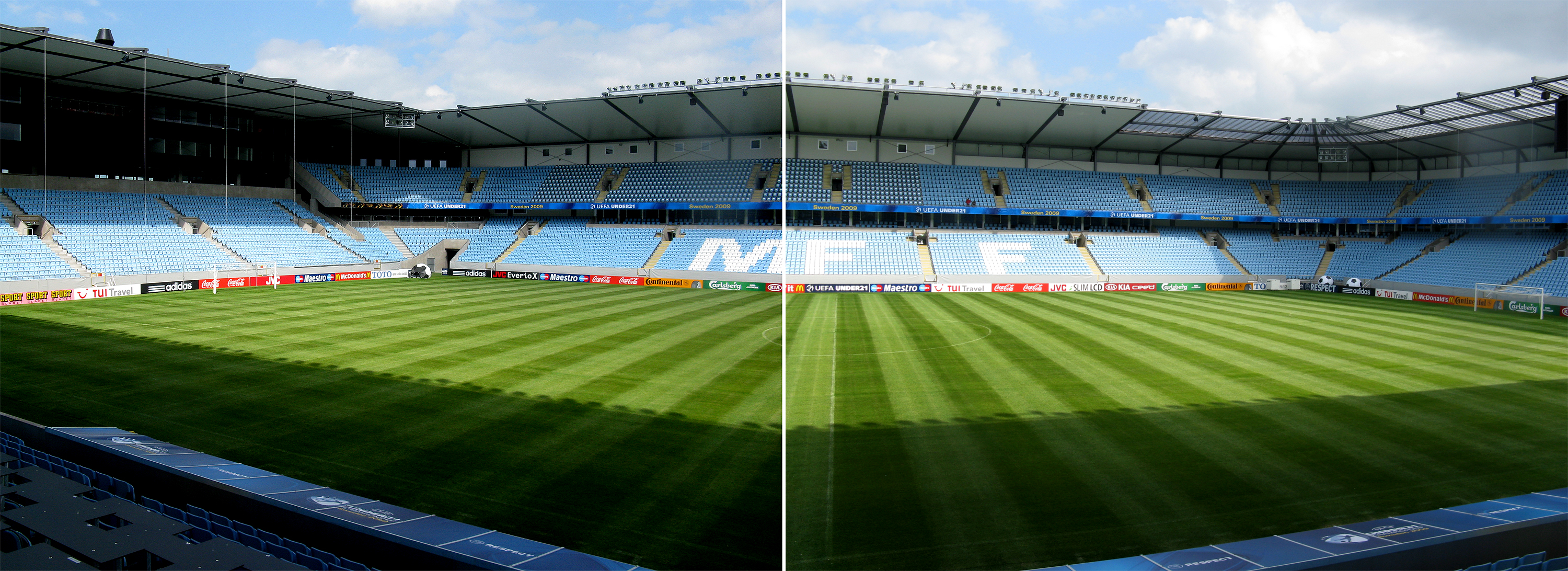
Swedbank Stadion

## Galeria

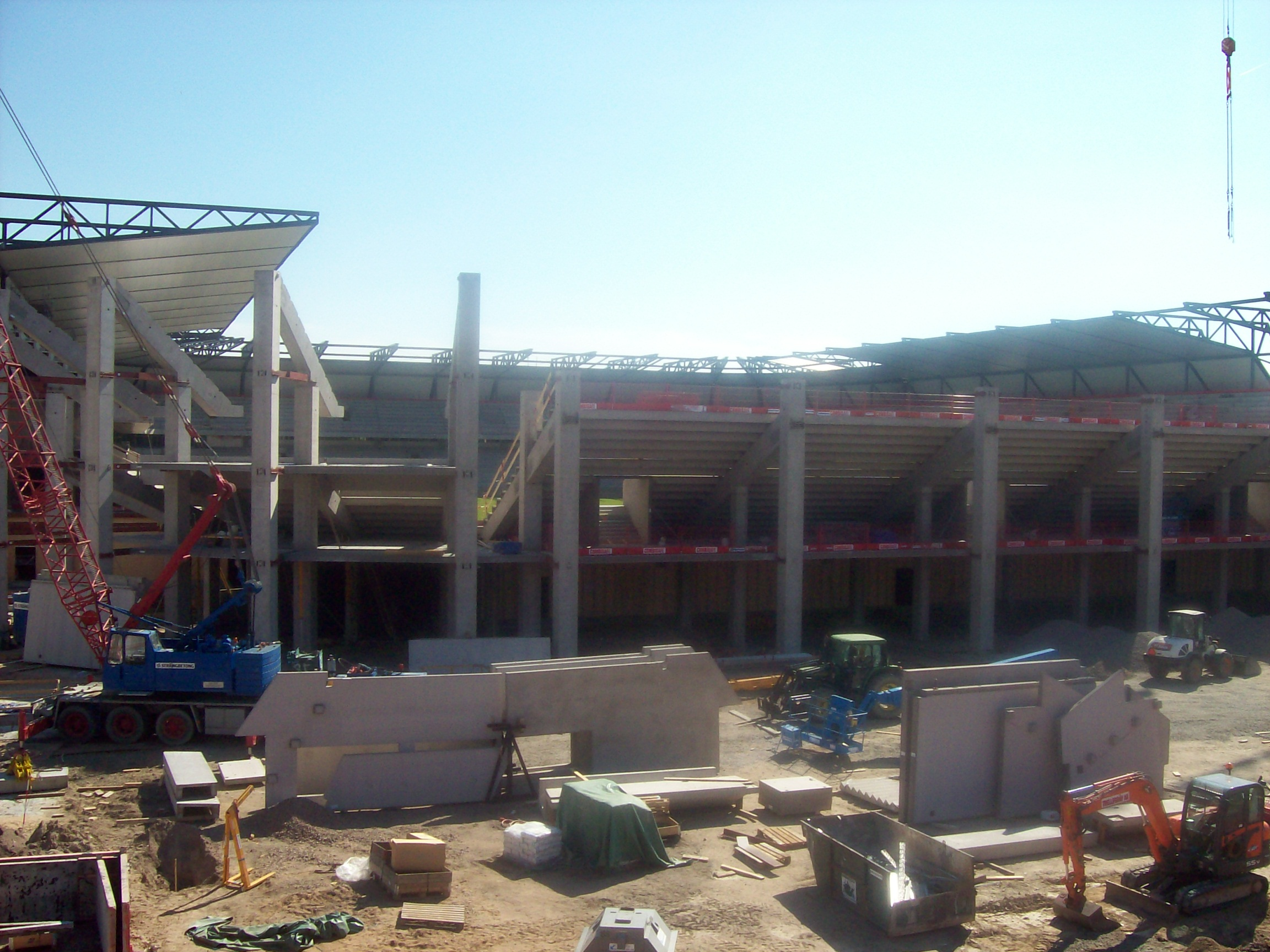
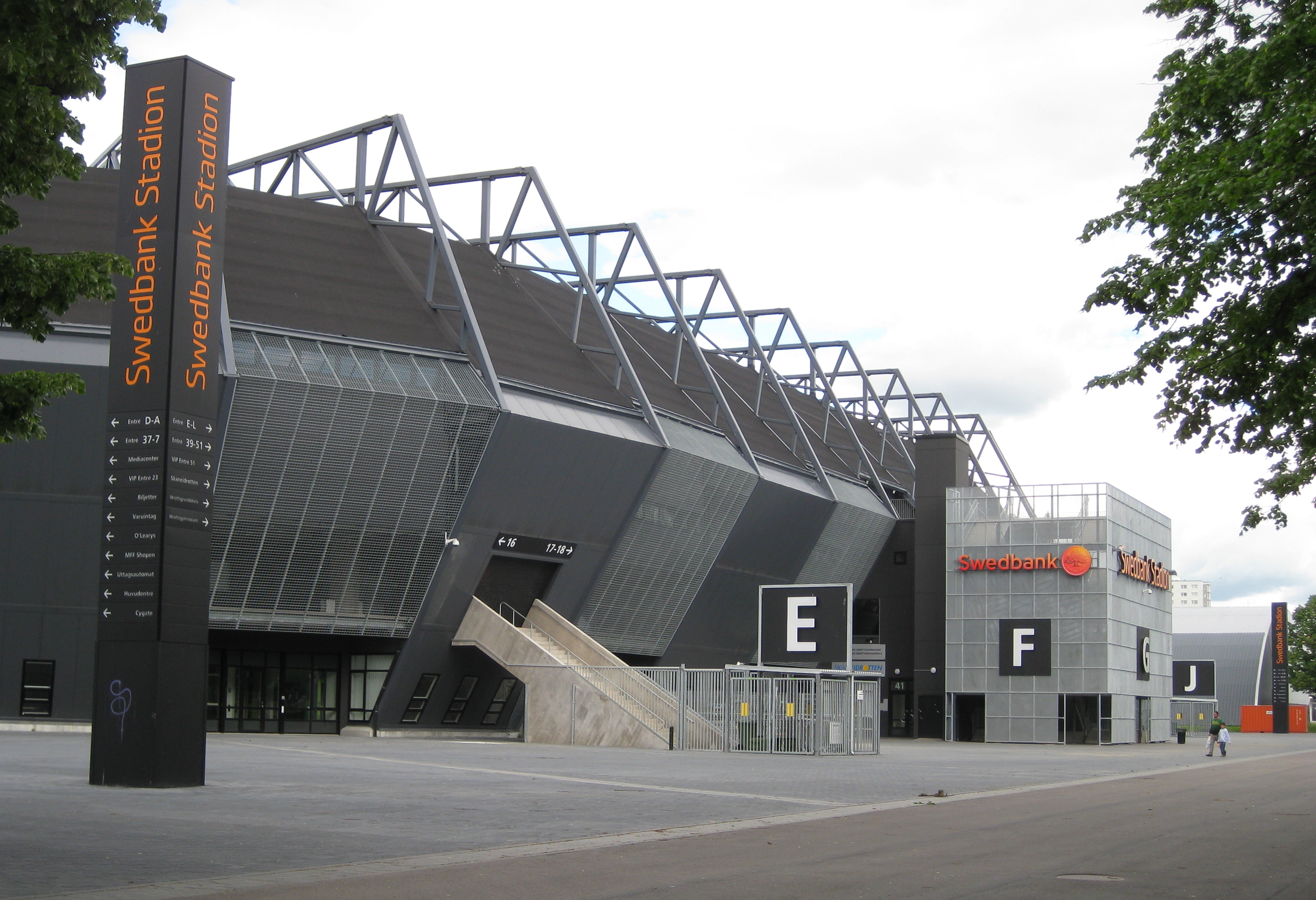
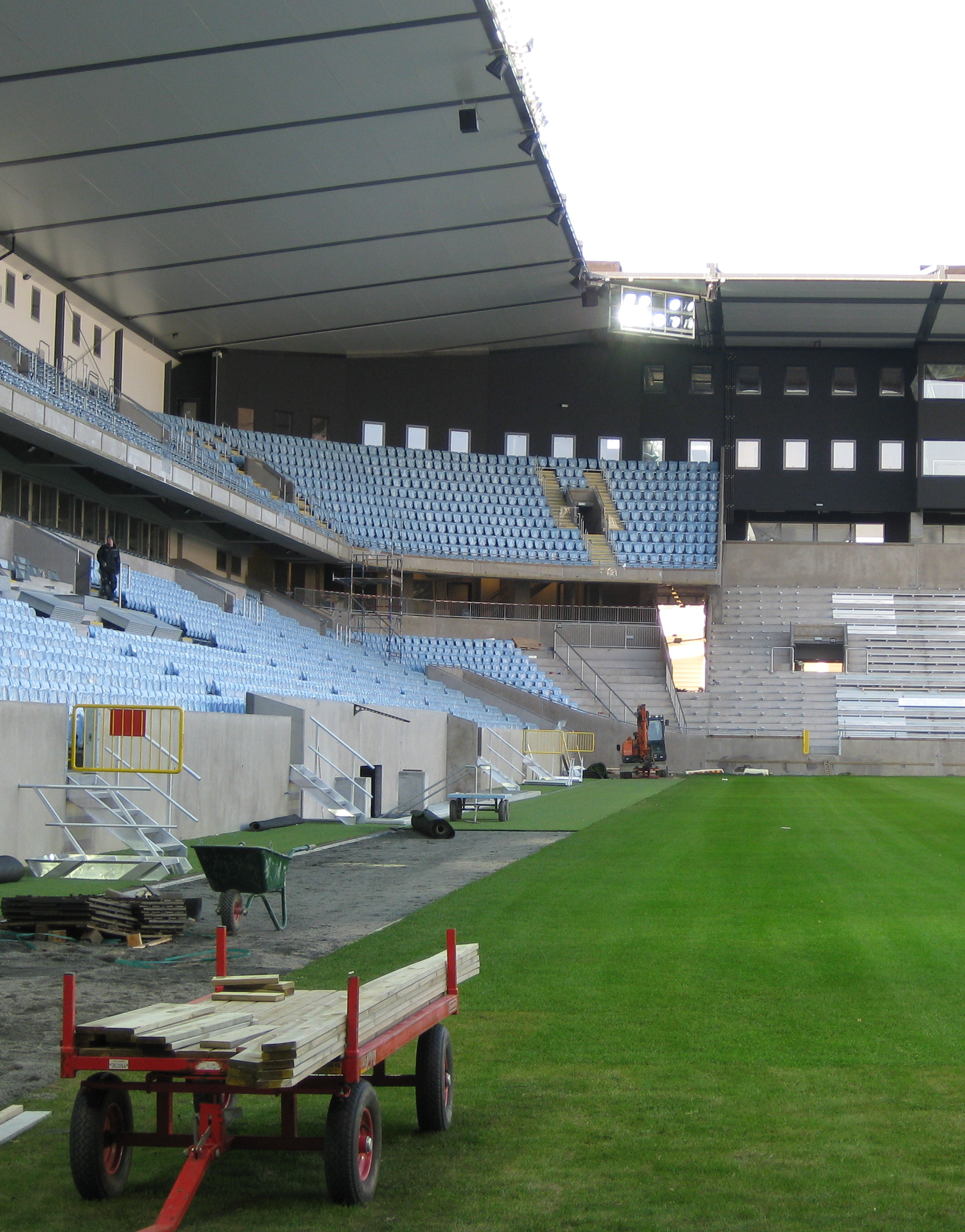
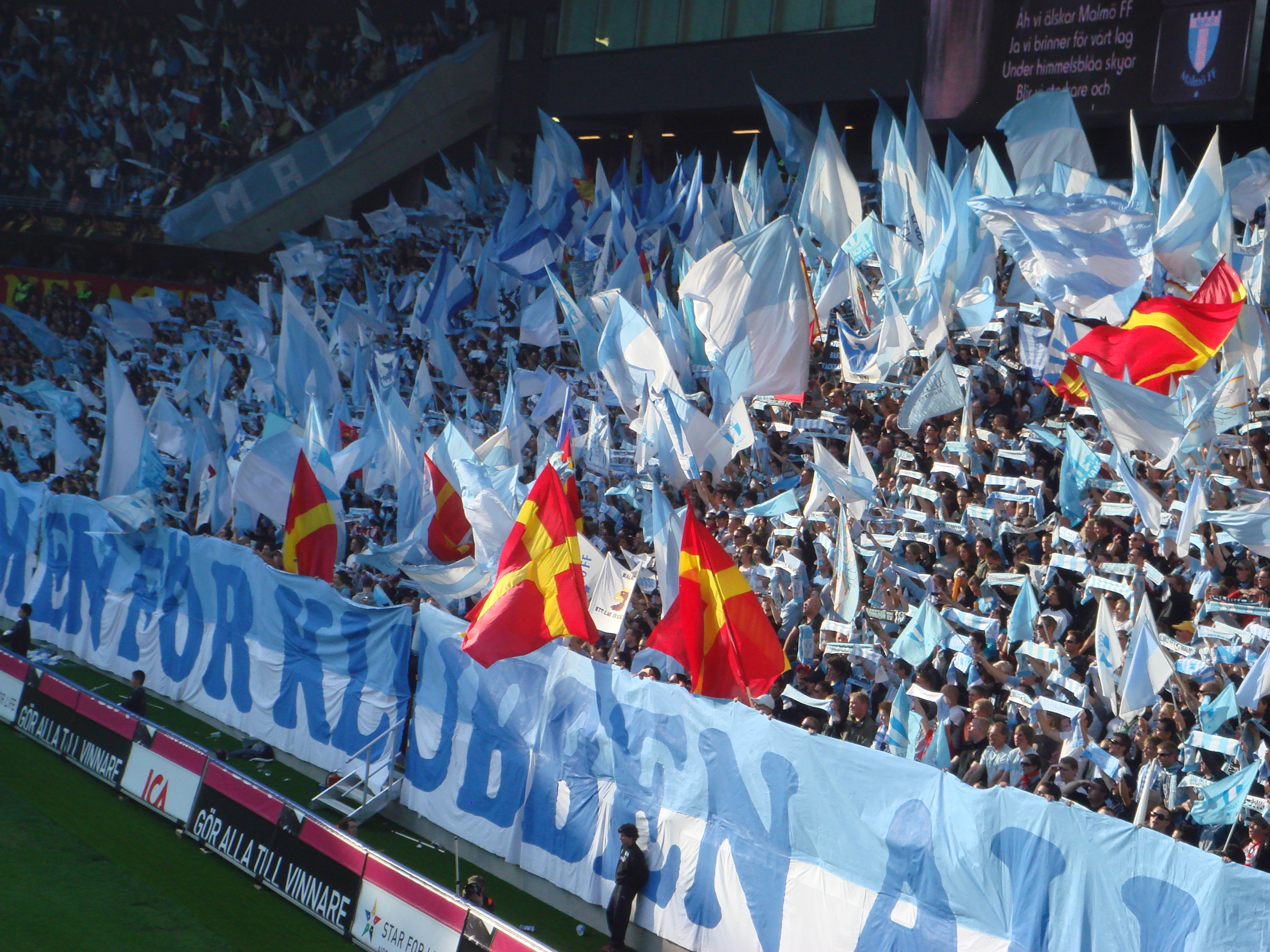